# Tony McGuinness
Tony McGuinness (właśc. Anthony Patrick James McGuinness) (ur. 23 kwietnia 1969) – angielski DJ i producent muzyczny, członek grupy Above & Beyond. Wcześniej był gitarzystą i kompozytorem w zespole Sad Lovers & Giants.

## Życiorys
McGuinness był gitarzystą w zespole Sad Lovers & Giants z którym wydał 5 albumów.
W życiu prywatnym ma żonę, która pochodzi z Polski i pięcioro dzieci.

## Dyskografia

### Single
- 2002 Time to Die (jako Nitromethane)

### Remixy
- 2000 What it Feels Like for a Girl (jako Above & Beyond)
- 2002 M (jako Above & Beyond)
- 2004 Sand in My Shoes/Don't Leave Home (jako Above & Beyond)
- 2006 Black is the Colour (jako Above & Beyond)
- 2007 Home (jako Tony)

### Współpraca
Produkcje w ramach Above & Beyond:
- 2002 Far from in Love
- 2003 Far from in Love (Remix)
- 2004 Far from in Love
- 2004 No One on Earth
- 2004 No One on Earth (Remix)
- 2005 Air for Life
- 2005 Tri-State (Demo)
- 2006 Alone Tonight
- 2006 Alone Tonight (Remix)
- 2006 Can't Sleep
- 2006 Can't Sleep (Remix)
- 2006 Far from in Love
- 2006 No One on Earth
- 2006 Tri-State
- 2006 Tri-State (The Remix)
- 2007 Good for Me
- 2007 Good for Me... The Remix Pack
- 2007 Stealing Time / Tri-State
- 2007 Tri-State (Remix)
- 2007 World on Fire / For All I Care

Jako Tranquility Base:
- 2001 Razorfish
- 2004 Surrender
- 2004 Surrender
- 2005 Getting Away
- 2005 Razorfish
- 2005 Razorfish (Remix)
- 2006 Razorfish
- 2006 Surrender
- 2007 Oceanic
- 2007 Buzz

Jako OceanLab:
- 2001 Clear Blue Water
- 2001 Clear Blue Water - The Ramixes
- 2002 Clear Blue Water
- 2002 Clear Blue Water (Hennes & Cold Remixes)
- 2002 Sky Falls Down
- 2002 Sky Falls Down (Remix)
- 2003 Beautiful Together
- 2003 Beautiful Together (Remix)
- 2003 Sky Falls Down
- 2004 Beautiful Together
- 2004 Satellite
- 2004 Satellite (Bonus Mixes)
- 2004 Satellite (Remixes)
- 2004 Sky Falls Down
- 2005 Beautiful Together (Remix)

Jako Rollerball:
- 2003 Albinoni
- 2004 Albinoni
- 2004 Albinoni (Remix)